# Daniel Muñoz de la Nava
Daniel Muñoz de La Nava (n. Madrid, España) es un tenista profesional español.

## Carrera
Conocido por "Dani" como alias. A los seis años empezó a jugar al tenis entrenado por su padre, Paulino (ingeniero) hasta los 11 años. Su ídolo tenístico fue Pato Clavet. Es zurdo, su mejor golpe es el revés y su mejor superficie es la dura. Su torneo preferido es el Open USA. Entre sus aficiones están el fútbol (simpatizante del Real Madrid), el cine y los amigos.
El 30 de noviembre de 2015, alcanzó su ranking en individuales más alto al lograr el puesto n.º 75, y el 16 de mayo de 2011 lo hizo en dobles logrando el puesto n.º 94.
Ha obtenido hasta el momento 20 títulos en la categoría ATP Challenger Tour, uno de ellos en individuales y catorece en la modalidad de dobles, así como también ha ganado varios títulos Futures tanto en individuales como en dobles.
En 1999, se inicia como profesional en el Torneo España F5, en Játiva, Alicante, donde pierde ante Antonio Navarro. En el año 2006 alcanzó la final del torneo Challenger de Bucaramanga, Colombia, que perdió con el uruguayo Marcel Felder por 6-3 y 6-4. En el 2008 llegó a la final del Challenger de Timisoara, Rumanía, que perdió con el alemán Daniel Brands por 6-4 y 7-6. En el 2009 perdió la final del Challenger de Atenas contra el portugués Rui Machado por 6-3,7-6. En 2010 perdió la final del Challenger de Cordenons, Italia, ante el belga Steve Darcis por 6-2,6-4. En 2011 repite final en Cordenons pero esta vez ganó la final al argentino Nicolás Pastor por 6-4,2-6,6-2. También llega a la final del Challenger de Quito que perdió ante el argentino Sebastián Decoud por 6-3,7-6.
En 2012 llega a cuartos de final del Torneo de Estoril (eliminado por Gasquet), a la segunda ronda del Torneo de Hamburgo (cae ente Juan Mónaco) y perdió la final del Challenger de Marbella, España, ante Albert Montañés por 3-6,6-2,6-3. 

## Títulos; 20 (4 + 16)
| Leyenda                     | Individuales | Dobles |
| --------------------------- | ------------ | ------ |
| Grand Slam                  | 0            | 0      |
| ATP World Tour Finals       | 0            | 0      |
| ATP World Tour Másters 1000 | 0            | 0      |
| ATP World Tour 500 Series   | 0            | 0      |
| ATP World Tour 250 Series   | 0            | 0      |
| ATP Challenger Series       | 4            | 16     |

### Individuales (4)
| N.º | Fecha      | Torneo                  | Superficie    | Oponente en la final | Resultado     |
| --- | ---------- | ----------------------- | ------------- | -------------------- | ------------- |
| 1.  | 21.08.2011 | Challenger de Cordenons | Tierra batida | Nicolás Pastor       | 6-4, 2-6, 6-2 |
| 2.  | 12.04.2015 | Challenger de Nápoles   | Tierra batida | Matteo Donati        | 6-2, 6-1      |
| 3.  | 14.06.2015 | Challenger de Moscú     | Tierra batida | Radu Albot           | 6-0, 6-1      |
| 4.  | 12.09.2015 | Challenger de Mequinez  | Tierra batida | Roberto Carballés    | 6-4, 6-2      |

### Dobles (16)
| N.º | Fecha      | Torneo                     | Superficie    | Compañero             | Oponentes en la final                    | Resultado          |
| --- | ---------- | -------------------------- | ------------- | --------------------- | ---------------------------------------- | ------------------ |
| 1.  | 02.09.2007 | Challenger de Cherkasy     | Tierra batida | Santiago Ventura      | Serguéi Bubka Aleksandr Kudriávtsev      | 6-2, 7-6(4)        |
| 2.  | 26.03.2008 | Challenger de Mequinez     | Tierra batida | Alberto Martín        | Mijaíl Yelguin Yuri Shchukin             | 6-4, 6-7(2), 10-6  |
| 3.  | 06.04.2008 | Challenger de Saint-Brieuc | Tierra batida | Adrian Cruciat        | Xin-Yuan Yu Shao-Xuan Zeng               | 4-6, 6-4, 10-8     |
| 4.  | 11.03.2008 | Challenger de Telde        | Tierra batida | Daniel Gimeno-Traver  | Miguel Ángel López José Sánchez          | 6-3, 6-1           |
| 5.  | 03.08.2008 | Challenger de Timișoara    | Tierra batida | Rubén Ramírez Hidalgo | Adrian Cruciat Florin Mergea             | 6-3, 7-5           |
| 6.  | 07.09.2008 | Challenger de Brașov       | Tierra batida | David Marrero         | Carlos Poch-Gradin Pablo Santos          | 6-4, 6-3           |
| 7.  | 04.07.2010 | Challenger de Arad         | Tierra batida | Sergio Pérez          | Franko Škugor Ivan Zovko                 | 6-4, 6-1           |
| 8.  | 25.07.2010 | Challenger de Posnania     | Tierra batida | Rui Machado           | James Cerretani Adil Shamasdin           | 6-2, 6-3           |
| 9.  | 12.09.2010 | Challenger de Sevilla (1)  | Tierra batida | Santiago Ventura      | Nikola Ćirić Guillermo Olaso             | 6-2, 7-5           |
| 10. | 03.10.2010 | Challenger de Nápoles      | Tierra batida | Simone Vagnozzi       | Andreas Haider-Maurer Bastian Knittel    | 1-6, 7-6(5), 10-6  |
| 11. | 24.10.2010 | Challenger de Santiago     | Tierra batida | Rubén Ramírez Hidalgo | Nikola Ćirić Goran Tošić                 | 6-4, 6-2           |
| 12. | 15.05.2011 | Challenger de Zagreb       | Tierra batida | Rubén Ramírez Hidalgo | Franko Škugor Mate Pavić                 | 6-2, 7-6(10)       |
| 13. | 24.10.2011 | Challenger de Sevilla (2)  | Tierra batida | Rubén Ramírez Hidalgo | Gerard Granollers Adrián Menéndez        | 6-4, 6-7(4), 13-11 |
| 14. | 24.03.2012 | Challenger de Marrakech    | Tierra batida | Martin Kližan         | Iñigo Cervantes Huegun Federico Delbonis | 6-3, 1-6, 12-10    |
| 15. | 15.03.2015 | Challenger de Guangzhou    | Dura          | Aleksandr Nedovyesov  | Fabrice Martin Purav Raja                | 6-2, 7-5           |
| 16. | 22.08.2015 | Challenger de Manerbio     | Dura          | Flavio Cipolla        | Gero Kretschmer Alexander Satschko       | 7-6(5), 3-6, 11-9  |

#### Finalista ATP
| N.º | Fecha      | Torneo             | Superficie    | Pareja                 | Oponentes                       | Resultado final |
| --- | ---------- | ------------------ | ------------- | ---------------------- | ------------------------------- | --------------- |
| 1.  | 22.07.2012 | Torneo de Hamburgo | Tierra batida | Rogério Dutra da Silva | David Marrero Fernando Verdasco | 4-6, 3-6        |